# 景氣對策信號
景氣對策信號為台灣一個重要的經濟指標，由國發會所制訂，以類似交通號誌方式的燈號代表景氣，所以也稱為「景氣燈號」；使用5種不同信號燈代表景氣狀況。
目前由貨幣總計數Ｍ1B（Monetary Aggregate M1B）之變動率，等9項指標構成。每月依各構成項目之年變動率變化與其檢查值做比較後，視其落於何種燈號區間給予分數及燈號，並予以加總後即為綜合判斷分數及對應之景氣對策信號。
景氣對策信號各燈號之解讀意義如下：若對策信號亮出「綠燈」，表示當前景氣穩定、「紅燈」表示景氣熱絡、「藍燈」表示景氣低迷；至於「黃紅燈」及「黃藍燈」二者均為注意性燈號，代表景氣可能轉向，宜密切觀察後續景氣是否改變行進方向。

## 備註
1. ↑  目前國發會編製之對策信號由：貨幣總計數M1B、股價指數、工業生產指數、非農業部門就業人數、海關出口值、機械及電機設備進口值、製造業銷售量指數、批發、零售及餐飲業營業額，及製造業營業氣候測驗點，等9項構成項目組成。
2. ↑  其中，製造業營業氣候測驗點項目，不採用年變動率變化或年增率方式計算。

## 資料來源
1. ↑  .   [2020-10-18]. （原始内容存档于2020-10-22）.
2. ↑  .   [2016-12-05]. （原始内容存档于2016-12-01）.

## 外部連結
- 景氣指標查詢系統 （页面存档备份，存于）